# Drew Neilson
Drew Neilson (* 15. Juni 1974 in Vernon) ist ein ehemaliger kanadischer Snowboarder. Er startete in der Disziplin Snowboardcross.

## Werdegang
Neilson debütierte im FIS-Snowboard-Weltcup im Dezember 1997 in Whistler. Er gewann diesen Wettbewerb und belegte zum Saisonende den dritten Platz im Snowboardcrossweltcup. Seinen zweiten Weltcupauftritt hatte er im folgenden Jahr ebenfalls in Whistler, welchen er auf dem neunten Platz beendete. Zu Beginn der Saison 2001/02 errang er in Valle Nevado und in Tignes jeweils den dritten Platz. Im weiteren Saisonverlauf kam er fünfmal unter die ersten Zehn, darunter jeweils den zweiten Platz in Bad Gastein und in Ruka und erreichte damit den zweiten Platz im Snowboardcrossweltcup. In der folgenden Saison holte er bei vier Weltcupteilnahmen zwei Siege und belegte damit den vierten Platz im Snowboardcrossweltcup. Beim Saisonhöhepunkt der Snowboard-Weltmeisterschaften 2003 am Kreischberg gewann er die Bronzemedaille. In der Saison 2003/04 holte er in Jōetsu seinen vierten Weltcupsieg und belegte tags darauf den dritten Rang. Am Mount Bachelor wurde er Zweiter und erreichte zum Saisonende im Gesamt und im Snowboardcrossweltcup jeweils den dritten Platz. Zu Beginn der Saison 2004/05 siegte er in Valle Nevado. Es folgten zwei Top-Zehn-Platzierungen und zum Saisonende der sechste Platz im Snowboardcrossweltcup. In der folgenden Saison erreichte er bei neun Weltcupteilnahmen, sechs Top-Zehn-Platzierungen, darunter die Plätze zwei und eins in Bad Gastein. Bei den Olympischen Winterspielen 2006 in Turin kam er auf den 17. Platz. Die Saison beendete er auf dem achten Platz im Gesamtweltcup und auf dem zweiten Rang im Snowboardcrossweltcup. In der Saison 2006/07 holte er drei Weltcupsiege und belegte einmal den dritten Platz. Er gewann damit den Snowboardcrossweltcup und errang den 11. Platz im Gesamtweltcup. Beim Saisonhöhepunkt den Snowboard-Weltmeisterschaften 2007 in Arosa wurde er Zehnter. Nach Platz drei zu Beginn der Saison 2007/08 in Valle Nevado kam er viermal unter die ersten Zehn. Dabei errang er in Lake Placid den zweiten Platz und belegte zum Saisonende den 21. Rang im Gesamtweltcup und den fünften Platz im Snowboardcrossweltcup. In seinen letzten Saison 2008/09 und 2009/10 gelangen ihn meist Platzierungen im Mittelfeld. Bei den Olympischen Winterspielen 2010 in Vancouver wurde er Elfter.

## Teilnahmen an Weltmeisterschaften und Olympischen Winterspielen

### Olympische Winterspiele
- 2006 Turin: 17. Platz Snowboardcross
- 2010 Vancouver: 11. Platz Snowboardcross

### Snowboard-Weltmeisterschaften
- 2003 Kreischberg: 3. Platz Snowboardcross
- 2007 Arosa: 10. Platz Snowboardcross

## Platzierungen im Weltcup

### Weltcupsiege
| Nr. | Datum              | Ort          |
| --- | ------------------ | ------------ |
| 1.  | 14. Dezember 1997  | Whistler     |
| 2.  | 13. September 2002 | Valle Nevado |
| 3.  | 16. März 2003      | Arosa        |
| 4.  | 26. Februar 2004   | Jōetsu       |
| 5.  | 16. September 2004 | Valle Nevado |
| 6.  | 4. Januar 2006     | Bad Gastein  |
| 7.  | 17. Februar 2007   | Furano       |
| 8.  | 8. März 2007       | Lake Placid  |
| 9.  | 11. März 2007      | Lake Placid  |

### Weltcup-Gesamtplatzierungen
| Saison    | Gesamt | Gesamt | Snowboardcross | Snowboardcross |
| Saison    | Punkte | Platz  | Punkte         | Platz          |
| --------- | ------ | ------ | -------------- | -------------- |
| 1997/98   | 333    | 24.    | 1000           | 3.             |
| 1998/99   | 97     | 91.    | 290            | 28.            |
| 1999/2000 | 56     | 102.   | 500            | 38.            |
| 2000/01   | -      | -      | -              | -              |
| 2001/02   | -      | -      | 4090           | 2.             |
| 2002/03   | -      | -      | 2740           | 4.             |
| 2003/04   | 406    | 3.     | 3342           | 3.             |
| 2004/05   | -      | -      | 2380           | 6.             |
| 2005/06   | 3606   | 8.     | 3606           | 2.             |
| 2006/07   | 3600   | 11.    | 3600           | 1.             |
| 2007/08   | 2728   | 21.    | 2728           | 5.             |
| 2008/09   | 860    | 90.    | 860            | 26.            |
| 2009/10   | 976    | 74.    | 976            | 20.            |